# Die Fußspur
Die Fußspur ist ein deutscher Kriminalfilm von 1917 der Filmreihe Harry Higgs.

## Handlung
Alan Thonbury gibt bei sich daheim eine große Gesellschaft. Unter anderem wird auch Glücksspiel betrieben, und Alan gibt sich alle Mühe, seinen Konkurrenten Greg bis aufs letzte Hemd auszuziehen. Der Grund: Alans Frau Ruth hat sich in Greg verliebt. Um ihm endgültig den Garaus zu machen, kauft Alan vom Geldverleiher Brown Gregs Wechsel auf und verlangt überdies, das Brown fortan Greg keinen einzigen Heller mehr leiht.
Tatsächlich taucht Greg bei Brown auf und bittet, beobachtet von Alan, erneut um ein Darlehen. Als er keine Finanzspritze erhält, entfernt er sich wieder, ebenso wie Alan. Am nächsten Tage wird Brown tot aufgefunden. Durch einen anonymen Brief wird Harry Higgs auf den Fall aufmerksam gemacht und versucht, das Rätsel zu lösen. Nach mehreren falschen Fährten, die man ihm ausgelegt hat, kann er mit Browns geistig minderbemittelten Neffen Toby den wahren Schuldigen ausfindig machen.

## Produktionsnotizen
Die Fußspur hat eine Länge von vier Akten. Gedreht wurde im Frühjahr 1917, die Uraufführung fand am 28. März 1917 im Berliner Tauentzienpalast statt. In Österreich-Ungarn, wo der Film am 24. August 1917 in Wien anlief, war er rund 1500 Meter lang.
Für den Kameramann A. O. Weitzenberg war dies der erste Film, den er eigenverantwortlich fotografieren durfte.